# Jean-Pierre Hagnauer
Jean-Pierre Hagnauer (* 24. Februar 1913, Paris; † 7. Mai 1986, Montpellier) war ein französischer Eishockeyspieler.

## Karriere
Jean-Pierre Hagnauer nahm für die französische Eishockeynationalmannschaft an den Olympischen Winterspielen 1936 in Garmisch-Partenkirchen teil. Zudem spielte er bei der Eishockey-Weltmeisterschaft 1931 und 1935 sowie der Eishockey-Europameisterschaft 1932 für Frankreich. 
Auf Vereinsebene spielte er für Stade Français, Paris CSH, Racing Club de Paris und die Français Volants. Mit den Rapides de Paris nahm Hagnauer 1933 am Spengler Cup teil. Nach der Saison 1937/38 beendete er seine Karriere.